# Morti nel 1922
| Questa pagina contiene informazioni ricavate automaticamente dalle voci biografiche con l'ausilio del template Bio e di un bot. L'aggiornamento è periodico e automatico e ricostruisce completamente la pagina. Se manca una persona in questa lista, sei pregato di non aggiungerla, ma accertati piuttosto che la sua voce biografica contenga il template Bio e che i dati anagrafici siano correttamente compilati. Se il template Bio manca, inseriscilo tu stesso o, in alternativa, metti l'avviso {{tmp\|Bio}} che ne segnala la mancanza. Se i dati riportati sono sbagliati, correggi direttamente la voce biografica; le modifiche saranno visibili in questa lista entro pochi giorni. Per chiarimenti vedi il progetto biografie. La lista contiene solo le 560 persone che sono citate nell'enciclopedia e per le quali è stato implementato correttamente il template Bio. Pagina aggiornata al 18 ago 2025. |

## Gennaio(52)
- 1º gennaio - Miloš Čech, vescovo vetero-cattolico ceco (n. 1855)
- 2 gennaio - Giacomo Luigi Ciamician, chimico austriaco (n. 1857)
- 2 gennaio - Søren Nielsen, produttore cinematografico e regista danese (n. 1853)
- 2 gennaio - Giovanni Peroni, imprenditore e ingegnere italiano (n. 1848)
- 2 gennaio - Suddha Dibyaratana del Siam, principessa thailandese (n. 1877)
- 3 gennaio - Sebastiano Del Buono, politico e sindacalista italiano (n. 1858)
- 3 gennaio - Berthold Delbrück, linguista e filologo tedesco (n. 1842)
- 3 gennaio - Stefano Sommier, botanico, geografo e antropologo italiano (n. 1848)
- 3 gennaio - Wilhelm Voigt, criminale tedesco (n. 1849)
- 5 gennaio - Ernest Shackleton, esploratore britannico (n. 1874)
- 5 gennaio - Anton von Wolszlegier, presbitero e politico tedesco
- 6 gennaio - Luigi Morandi, educatore, scrittore e grammatico italiano (n. 1844)
- 6 gennaio - Jakob Rosanes, scacchista e matematico ucraino (n. 1842)
- 7 gennaio - François-Xavier Brunet, vescovo cattolico canadese (n. 1868)
- 7 gennaio - Antonio Scontrino, compositore e contrabbassista italiano (n. 1850)
- 9 gennaio - Albert Baertsoen, pittore belga (n. 1866)
- 9 gennaio - Ambrogio Zuffi, scultore e restauratore italiano (n. 1833)
- 10 gennaio - William Henry Miller, architetto statunitense (n. 1848)
- 10 gennaio - Ōkuma Shigenobu, politico giapponese (n. 1838)
- 11 gennaio - Francesco Saverio Gargiulo, magistrato e giurista italiano (n. 1840)
- 11 gennaio - Jack Robson, allenatore di calcio inglese (n. 1860)
- 12 gennaio - Thomas Gibson Bowles, giornalista e editore inglese (n. 1841)
- 12 gennaio - Otto Reuter, ingegnere aeronautico e imprenditore tedesco (n. 1886)
- 15 gennaio - John Kirk, esploratore, medico e naturalista britannico (n. 1832)
- 16 gennaio - Henri Brocard, matematico francese (n. 1845)
- 17 gennaio - Carl Robert, filologo classico e archeologo tedesco (n. 1850)
- 21 gennaio - Giuseppe Nascimbeni, presbitero italiano (n. 1851)
- 22 gennaio - Enrique Almaraz y Santos, cardinale e arcivescovo cattolico spagnolo (n. 1847)
- 22 gennaio - Fredrik Bajer, scrittore, pacifista e insegnante danese (n. 1837)
- 22 gennaio - Papa Benedetto XV, papa, arcivescovo cattolico e cardinale italiano (n. 1854)
- 22 gennaio - James Bryce, politico, storico e giurista britannico (n. 1838)
- 22 gennaio - William Christie, astronomo inglese (n. 1845)
- 22 gennaio - Alexandru Ciurcu, inventore e giornalista rumeno (n. 1854)
- 22 gennaio - Elizabeth Jane Gardner, pittrice statunitense (n. 1837)
- 22 gennaio - Camille Jordan, matematico francese (n. 1838)
- 22 gennaio - William Morrow, calciatore nordirlandese (n. 1851)
- 22 gennaio - Alexander Rhind, calciatore scozzese (n. 1849)
- 23 gennaio - Arthur Nikisch, direttore d'orchestra ungherese (n. 1855)
- 23 gennaio - Stephan Sinding, scultore norvegese (n. 1846)
- 23 gennaio - Vincent Strouhal, fisico ceco (n. 1850)
- 26 gennaio - Alfred Gercke, filologo classico tedesco (n. 1860)
- 27 gennaio - Davide Bernasconi, imprenditore, politico e filantropo italiano (n. 1849)
- 27 gennaio - Nellie Bly, giornalista statunitense (n. 1864)
- 27 gennaio - Luigi Denza, compositore italiano (n. 1846)
- 27 gennaio - Giovanni Verga, scrittore, drammaturgo e politico italiano (n. 1840)
- 27 gennaio - Johann Nepomuk Wilczek, esploratore e mecenate austro-ungarico (n. 1837)
- 30 gennaio - Sebastiano Schiavon, sindacalista e politico italiano (n. 1883)
- 31 gennaio - Angelo Della Mura, pittore italiano (n. 1867)
- 31 gennaio - Rubaldo Merello, pittore italiano (n. 1872)
- 31 gennaio - Henri Honoré Plé, scultore francese (n. 1853)
- 31 gennaio - Heinrich Reinhardt, compositore austriaco (n. 1865)
- 31 gennaio - Achille Torelli, drammaturgo italiano (n. 1841)

## Febbraio(42)
- 1º febbraio - William Desmond Taylor, regista, attore e produttore cinematografico irlandese (n. 1872)
- 1º febbraio - Yamagata Aritomo, militare giapponese (n. 1838)
- 2 febbraio - Henri Pouctal, regista francese (n. 1860)
- 3 febbraio - Otto Busse, medico e patologo tedesco (n. 1867)
- 3 febbraio - Christiaan de Wet, generale e politico sudafricano (n. 1854)
- 3 febbraio - John Butler Yeats, pittore irlandese (n. 1839)
- 4 febbraio - Florence Deshon, attrice statunitense (n. 1894)
- 4 febbraio - Francesco Gioli, pittore italiano (n. 1846)
- 4 febbraio - Henry Jones, filosofo gallese (n. 1852)
- 4 febbraio - Charlie Parry, calciatore gallese (n. 1869)
- 5 febbraio - Frances Bowes-Lyon, nobildonna britannica (n. 1832)
- 5 febbraio - Paul Durand-Ruel, mercante d'arte francese (n. 1831)
- 5 febbraio - Slavoljub Eduard Penkala, ingegnere e inventore croato (n. 1871)
- 5 febbraio - Luigi Ziliotto, politico e patriota italiano (n. 1863)
- 6 febbraio - Giovanni Marradi, poeta e scrittore italiano (n. 1851)
- 6 febbraio - Francis Henry May, diplomatico inglese (n. 1860)
- 6 febbraio - Giovanni Pelleschi, ingegnere italiano (n. 1845)
- 6 febbraio - John Smith, condottiero nativo americano
- 7 febbraio - Bəhruz Kəngərli, pittore azero (n. 1892)
- 8 febbraio - Kabayama Sukenori, militare e politico giapponese (n. 1837)
- 9 febbraio - Theodor Liebisch, cristallografo tedesco (n. 1852)
- 10 febbraio - Alfred Cauchie, storico belga (n. 1860)
- 11 febbraio - Pearce Bailey, neurologo e psichiatra statunitense (n. 1865)
- 13 febbraio - Tullio Bozza, schermidore italiano (n. 1891)
- 14 febbraio - Andrej Gromov, attore e regista russo (n. 1887)
- 15 febbraio - Ekaterina Michajlovna Dolgorukova, nobile russa (n. 1847)
- 16 febbraio - Giovanni Acquaderni, sociologo e banchiere italiano (n. 1839)
- 16 febbraio - Newton Knight, militare e politico statunitense (n. 1837)
- 17 febbraio - Niccolò Papadopoli, banchiere, politico e numismatico italiano (n. 1841)
- 17 febbraio - Carl Röder, scultore e litografo tedesco (n. 1854)
- 22 febbraio - Manfredo Da Passano, pubblicista italiano (n. 1846)
- 22 febbraio - Aaron David Gordon, filosofo russo (n. 1856)
- 22 febbraio - Bannister Merwin, sceneggiatore e regista statunitense (n. 1873)
- 22 febbraio - Frithjof Olsen, ginnasta norvegese (n. 1882)
- 23 febbraio - Albert Victor Bäcklund, matematico svedese (n. 1845)
- 24 febbraio - Alfred Espinas, sociologo, antropologo e filosofo francese (n. 1844)
- 25 febbraio - Henri Landru, criminale e serial killer francese (n. 1869)
- 26 febbraio - Alois Höfler, filosofo e psicologo austriaco (n. 1853)
- 26 febbraio - George Ker, calciatore scozzese (n. 1860)
- 27 febbraio - Emilio Magoni, scultore e pittore italiano (n. 1867)
- 28 febbraio - Clemente Mapelli, patriota italiano (n. 1843)
- 29 febbraio - Karl Isakson, pittore svedese (n. 1878)

## Marzo(47)
- 1º marzo - Rafael Moreno Aranzadi, calciatore spagnolo (n. 1892)
- 1º marzo - Mario Morais, scrittore, commediografo e regista cinematografico italiano (n. 1859)
- 2 marzo - Henry Bataille, scrittore, poeta e pittore francese (n. 1872)
- 4 marzo - Paolo Emilio Stasi, pittore e archeologo italiano (n. 1840)
- 4 marzo - Bert Williams, attore e regista statunitense (n. 1874)
- 6 marzo - Hermann John Mandl, cavaliere austriaco (n. 1856)
- 7 marzo - Americo Giuliani, poeta italiano (n. 1888)
- 7 marzo - Harriet Phipps, nobildonna inglese (n. 1841)
- 7 marzo - Axel Thue, matematico norvegese (n. 1863)
- 8 marzo - Filippo Mastellari, pittore italiano (n. 1849)
- 10 marzo - Hans Sitt, compositore, violinista e violista ceco (n. 1850)
- 11 marzo - Anastasija Michajlovna Romanova, nobile russa (n. 1860)
- 11 marzo - Marius Toudoire, architetto francese (n. 1852)
- 11 marzo - Augustus Desiré Waller, fisiologo e cardiologo britannico (n. 1856)
- 11 marzo - Robert John Wynne, politico statunitense (n. 1851)
- 12 marzo - Aniela Salawa, religiosa polacca (n. 1881)
- 12 marzo - Lise Tréhot, modella francese (n. 1848)
- 13 marzo - Mario Scalesi, poeta e critico letterario italiano (n. 1892)
- 15 marzo - Pietro Bertarelli, politico italiano (n. 1845)
- 15 marzo - Moise Jarach, banchiere italiano (n. 1846)
- 17 marzo - Francesco Flamini, critico letterario e poeta italiano (n. 1868)
- 17 marzo - Heinrich Suter, matematico svizzero (n. 1848)
- 18 marzo - Porzia Montanaro, brigante italiana (n. 1843)
- 18 marzo - Johannes Von Euch, vescovo cattolico tedesco (n. 1834)
- 19 marzo - Comasco Comaschi, anarchico italiano (n. 1895)
- 19 marzo - Max von Hausen, generale tedesco (n. 1846)
- 19 marzo - Pietro Monni-Serra, politico e poeta italiano (n. 1852)
- 19 marzo - Leontina Papà, attrice teatrale e attrice cinematografica italiana (n. 1842)
- 20 marzo - Gaetano Bellei, pittore italiano (n. 1857)
- 21 marzo - Walter Langley, pittore inglese (n. 1852)
- 24 marzo - Félix Michelet, velista francese (n. 1863)
- 24 marzo - Cesare Zocchi, scultore e medaglista italiano (n. 1851)
- 25 marzo - Vilma Hugonnai, medico ungherese (n. 1847)
- 25 marzo - Ulrich Thieme, storico dell'arte e lessicografo tedesco (n. 1865)
- 27 marzo - Giuseppe Beltrone, pittore italiano (n. 1851)
- 27 marzo - Giannetto Cavasola, politico italiano (n. 1840)
- 27 marzo - Philippe Guye, chimico svizzero (n. 1862)
- 27 marzo - Otto Hirschfeld, storico, archeologo e epigrafista tedesco (n. 1843)
- 27 marzo - Vittorio Emanuele Marzotto, imprenditore e politico italiano (n. 1858)
- 27 marzo - Nikolaj Aleksandrovič Sokolov, compositore russo (n. 1859)
- 29 marzo - Salvatore Bella, vescovo cattolico italiano (n. 1862)
- 29 marzo - Achille Borella, politico e avvocato svizzero (n. 1845)
- 29 marzo - Vincenzo Edoardo Lojodice, avvocato e politico italiano (n. 1847)
- 29 marzo - Francisco Soca, medico e politico uruguaiano (n. 1856)
- 30 marzo - Giacomo Levi Civita, patriota, politico e avvocato italiano (n. 1846)
- 31 marzo - John Eliot, VI conte di St. Germans, nobile inglese (n. 1890)
- 31 marzo - Torquato Taramelli, geologo italiano (n. 1845)

## Aprile(48)
- 1º aprile - Jane Bunford, inglese (n. 1895)
- 1º aprile - Carlo I d'Austria, imperatore austro-ungarico (n. 1887)
- 1º aprile - George Carter, rugbista a 15 neozelandese (n. 1854)
- 1º aprile - Henri-Paul Motte, pittore francese (n. 1846)
- 2 aprile - Alvaro Fantozzi, antifascista italiano (n. 1893)
- 2 aprile - Hermann Rorschach, psichiatra svizzero (n. 1884)
- 3 aprile - Serapio Calderón, politico peruviano (n. 1843)
- 4 aprile - Luigi Mercatelli, giornalista, politico e diplomatico italiano (n. 1853)
- 4 aprile - Sergej Nikolaevič Sverbeev, diplomatico russo (n. 1857)
- 5 aprile - Pandita Ramabai, storica, pedagogista e attivista indiana (n. 1858)
- 6 aprile - Arabella Goddard, pianista inglese (n. 1836)
- 7 aprile - Albert Dicey, costituzionalista inglese (n. 1835)
- 8 aprile - Nevill Cobbold, calciatore inglese (n. 1863)
- 8 aprile - Erich von Falkenhayn, generale tedesco (n. 1861)
- 9 aprile - Hans Fruhstorfer, entomologo e esploratore tedesco (n. 1866)
- 9 aprile - Patrick Manson, medico scozzese (n. 1844)
- 10 aprile - Giuseppe Solimbergo, avvocato, politico e diplomatico italiano (n. 1846)
- 11 aprile - Archibald Acheson, IV conte di Gosford, nobile irlandese (n. 1841)
- 12 aprile - Spiro Dine, poeta e drammaturgo albanese (n. 1846)
- 12 aprile - František Ondříček, violinista e compositore ceco (n. 1857)
- 12 aprile - Romualdo Palberti, avvocato e politico italiano (n. 1846)
- 13 aprile - Emma Palladino, ballerina italiana (n. 1861)
- 14 aprile - Cap Anson, giocatore di baseball e allenatore di baseball statunitense (n. 1852)
- 14 aprile - Otto Noll, calciatore austriaco (n. 1882)
- 14 aprile - Huyshe Yeatman-Biggs, vescovo anglicano britannico (n. 1845)
- 15 aprile - Isaac Broydé, orientalista e bibliotecario russo (n. 1867)
- 15 aprile - Giovanni Ninni, chirurgo italiano (n. 1861)
- 16 aprile - Domenico Scopelliti, vescovo cattolico italiano (n. 1841)
- 17 aprile - Bahaeddin Şakir, politico ottomano (n. 1874)
- 18 aprile - James A. Furey, attore, cantante e impresario teatrale statunitense (n. 1845)
- 18 aprile - Svetomir Nikolajević, politico serbo (n. 1844)
- 18 aprile - Orazio Tedone, fisico e matematico italiano (n. 1870)
- 19 aprile - Joseph Oller, impresario teatrale e imprenditore spagnolo (n. 1839)
- 19 aprile - Alfred Pearce Gould, chirurgo inglese (n. 1852)
- 19 aprile - Cesare Saldini, ingegnere italiano (n. 1848)
- 19 aprile - Theodor von Scheve, scacchista tedesco (n. 1851)
- 19 aprile - Percy Smith, topografo e etnologo neozelandese (n. 1840)
- 21 aprile - Charles Arling, attore canadese (n. 1880)
- 21 aprile - Louis Duchesne, presbitero, filologo e insegnante francese (n. 1843)
- 21 aprile - Alfred Bray Kempe, matematico britannico (n. 1849)
- 21 aprile - Alessandro Moreschi, cantante castrato italiano (n. 1858)
- 22 aprile - Gaetano Savasta, presbitero, storico e scrittore italiano (n. 1865)
- 22 aprile - Maria di Schwarzburg-Rudolstadt, tedesca (n. 1850)
- 22 aprile - Amedeo Simonetti, pittore italiano (n. 1874)
- 23 aprile - Vlaho Bukovac, pittore croato (n. 1855)
- 23 aprile - Leopoldo Mountbatten, principe britannico (n. 1889)
- 27 aprile - Pietro Bordini, scultore italiano (n. 1853)
- 28 aprile - Paul Deschanel, politico francese (n. 1855)

## Maggio(42)
- 1º maggio - Vasilij Ivanovič Denisov, pittore polacco (n. 1862)
- 1º maggio - Fernando Saavedra, religioso e compositore di scacchi spagnolo (n. 1847)
- 2 maggio - Mary Annette Anderson, docente statunitense (n. 1874)
- 2 maggio - Eugen Ehrlich, sociologo austriaco (n. 1862)
- 2 maggio - Augusta Costanza Succi, religiosa italiana (n. 1849)
- 3 maggio - William Robert Brooks, astronomo statunitense (n. 1844)
- 4 maggio - Viktor Kingissepp, politico e rivoluzionario estone (n. 1888)
- 4 maggio - Ugo Piperno, attore italiano (n. 1871)
- 5 maggio - Justin-Miranda-René Benoît, fisico francese (n. 1844)
- 5 maggio - Carl Sofus Lumholtz, esploratore, etnologo e naturalista norvegese (n. 1851)
- 5 maggio - Ernesto Stassano, ingegnere italiano (n. 1859)
- 6 maggio - Maria Anna di Sassonia-Weimar-Eisenach, nobile tedesca (n. 1849)
- 8 maggio - Carlo Curti, mandolinista e compositore italiano (n. 1859)
- 8 maggio - J. Frank Hickey, serial killer statunitense (n. 1865)
- 8 maggio - Vincenzo Terranova, mafioso italiano (n. 1886)
- 12 maggio - Alexandru Bogdan-Pitești, poeta, saggista e critico letterario rumeno (n. 1870)
- 14 maggio - Maria Vittoria Hamilton, nobile britannica (n. 1850)
- 14 maggio - Andrea Meschia, calciatore italiano (n. 1885)
- 14 maggio - Jack Sinclair, calciatore nordirlandese (n. 1856)
- 15 maggio - Leslie Ward, pittore inglese (n. 1851)
- 15 maggio - Harry Williams, compositore, regista e attore statunitense (n. 1879)
- 16 maggio - Ettore Zaccari, ebanista italiano (n. 1877)
- 16 maggio - Wilhelm Olivier Leube, medico tedesco (n. 1842)
- 16 maggio - Rodolfo Montecuccoli degli Erri, nobile e ammiraglio austro-ungarico (n. 1843)
- 17 maggio - Georg von Hauberrisser, architetto austriaco (n. 1841)
- 18 maggio - Eugenia Burzio, soprano italiano (n. 1882)
- 18 maggio - Pietro Fragiacomo, pittore italiano (n. 1856)
- 18 maggio - Charles Louis Alphonse Laveran, medico francese (n. 1845)
- 19 maggio - Heinrich Quincke, medico tedesco (n. 1842)
- 21 maggio - Sidney Ainsworth, attore britannico (n. 1872)
- 21 maggio - Michael Mayr, politico austriaco (n. 1864)
- 22 maggio - Karl August Baumeister, pedagogo, scrittore e filologo classico tedesco (n. 1830)
- 22 maggio - Carl Teike, compositore tedesco (n. 1864)
- 26 maggio - Alberto Castoldi, ingegnere e politico italiano (n. 1848)
- 26 maggio - Ernest Solvay, chimico, imprenditore e politico belga (n. 1838)
- 26 maggio - Gilson Willets, sceneggiatore, giornalista e scrittore statunitense (n. 1869)
- 27 maggio - August Wolfstieg, scrittore tedesco (n. 1859)
- 28 maggio - Giovanni Capellini, geologo e paleontologo italiano (n. 1833)
- 28 maggio - John Munro Longyear, imprenditore e politico statunitense (n. 1850)
- 29 maggio - Philipp Lotmar, giurista tedesco (n. 1850)
- 29 maggio - Evgenij Bagrationovič Vachtangov, regista e attore teatrale russo (n. 1883)
- 31 maggio - Rutland Barrington, attore, cantante e baritono britannico (n. 1853)

## Giugno(37)
- 2 giugno - Denis Horgan, pesista britannico (n. 1871)
- 2 giugno - Take Ionescu, politico e giornalista rumeno (n. 1858)
- 4 giugno - Hermann Diels, filologo classico, storico della filosofia e storico delle religioni tedesco (n. 1848)
- 4 giugno - William Rivers, antropologo, biologo e neurologo inglese (n. 1864)
- 5 giugno - Federico Gambarelli, tenore e presbitero italiano (n. 1858)
- 6 giugno - Cesare Fantacchiotti, scultore italiano (n. 1844)
- 6 giugno - Lillian Russell, soprano e attrice statunitense (n. 1860)
- 9 giugno - Anthony Fane, XIII conte di Westmorland, ufficiale britannico (n. 1859)
- 9 giugno - William Gowland, ingegnere e archeologo britannico (n. 1842)
- 9 giugno - Charles Lyttelton, VIII visconte Cobham, nobile e politico inglese (n. 1842)
- 10 giugno - Sebastiano Bonfiglio, sindacalista e politico italiano (n. 1879)
- 14 giugno - Ulderico Levi, militare, politico e filantropo italiano (n. 1842)
- 15 giugno - Egidio Conti, glottologo italiano (n. 1858)
- 15 giugno - Tomaso Da Rin, pittore italiano (n. 1838)
- 15 giugno - Mihail Séspel', poeta e scrittore russo (n. 1899)
- 17 giugno - Otto Lehmann, fisico tedesco (n. 1855)
- 18 giugno - Jacobus C. Kapteyn, astronomo olandese (n. 1851)
- 19 giugno - Hitachiyama Taniemon, lottatore di sumo giapponese (n. 1874)
- 20 giugno - Lewis Beaumont, ammiraglio britannico (n. 1847)
- 20 giugno - Wilhelm Hallwachs, fisico tedesco (n. 1859)
- 20 giugno - Vittorio Monti, compositore, violinista e direttore d'orchestra italiano (n. 1868)
- 22 giugno - Giovanni Abbagnano, imprenditore italiano (n. 1860)
- 22 giugno - Elisa Agnini Lollini, attivista italiana (n. 1858)
- 22 giugno - Henry Hughes Wilson, generale britannico (n. 1864)
- 23 giugno - Wu Tingfang, diplomatico e politico cinese (n. 1842)
- 24 giugno - Aleksandr Stepanovič Antonov, politico e rivoluzionario russo (n. 1888)
- 24 giugno - Alfred Goldsborough Mayer, zoologo e entomologo statunitense (n. 1868)
- 24 giugno - Walther Rathenau, politico e imprenditore tedesco (n. 1867)
- 25 giugno - Teodoro Valfrè di Bonzo, cardinale e arcivescovo cattolico italiano (n. 1853)
- 26 giugno - Alberto I di Monaco, principe monegasco (n. 1848)
- 27 giugno - Domenico Zeppa, patriota e politico italiano (n. 1841)
- 28 giugno - Velimir Chlebnikov, poeta russo (n. 1885)
- 28 giugno - George Helmore, rugbista a 15 e crickettista neozelandese (n. 1862)
- 29 giugno - Paul Decauville, imprenditore francese (n. 1846)
- 29 giugno - Ermanno Menichetti, fantino italiano (n. 1880)
- 29 giugno - Carlo Pietropaoli, arcivescovo cattolico italiano (n. 1857)
- 30 giugno - Charles Clement Jennings Taylor, astronomo britannico (n. 1861)

## Luglio(38)
- 2 luglio - Gurli Åberg, attrice teatrale svedese (n. 1843)
- 3 luglio - Paolo Bernardi, funzionario e politico italiano (n. 1856)
- 4 luglio - Lothar von Richthofen, militare tedesco (n. 1894)
- 5 luglio - Bobby Connelly, attore statunitense (n. 1909)
- 5 luglio - Carl Großmann, serial killer tedesco (n. 1863)
- 6 luglio - Maria Teresa Ledóchowska, religiosa polacca (n. 1863)
- 6 luglio - Robert Sahlberg, compositore di scacchi svedese (n. 1837)
- 6 luglio - John Edwin Sandys, filologo classico britannico (n. 1844)
- 7 luglio - Jacques Bertillon, statistico francese (n. 1851)
- 8 luglio - Geoffrey Barton, generale inglese (n. 1844)
- 8 luglio - Ferdinand Keller, pittore tedesco (n. 1842)
- 8 luglio - Karl Vollmöller, filologo tedesco (n. 1848)
- 8 luglio - Muhammad V al-Nasir, sovrano tunisino (n. 1855)
- 9 luglio - Mori Ōgai, scrittore giapponese (n. 1862)
- 10 luglio - Guido Jacobacci, ingegnere italiano (n. 1864)
- 10 luglio - Paul Lancrenon, generale e fotografo francese (n. 1857)
- 11 luglio - Ernest Greenhalgh, calciatore inglese (n. 1849)
- 12 luglio - Wolfgang Kapp, giornalista e politico tedesco (n. 1858)
- 12 luglio - John Moresby, ammiraglio e esploratore britannico (n. 1830)
- 13 luglio - Rosa Bloch, politica e attivista svizzera (n. 1880)
- 15 luglio - Dürriye Sultan, principessa ottomana (n. 1905)
- 15 luglio - Biagio Nazzaro, pilota motociclistico e pilota automobilistico italiano (n. 1892)
- 17 luglio - Edoardo Daneo, politico e avvocato italiano (n. 1851)
- 17 luglio - Erwin Kern, militare e assassino tedesco (n. 1898)
- 17 luglio - Heinrich Rubens, fisico tedesco (n. 1865)
- 17 luglio - Shankarrao Chimnajirao Gandekar, principe indiano (n. 1854)
- 20 luglio - Karl Ludwig d'Elsa, generale tedesco (n. 1849)
- 20 luglio - Andrej Andreevič Markov, matematico e statistico russo (n. 1856)
- 21 luglio - Ahmed Cemal Pascià, generale e politico turco (n. 1872)
- 21 luglio - Alessandro Fabri, politico e medico italiano (n. 1850)
- 22 luglio - Takamine Jōkichi, chimico giapponese (n. 1854)
- 23 luglio - Carlo Angelo Crova, ingegnere e dirigente pubblico italiano (n. 1862)
- 23 luglio - Henryk Weyssenhoff, pittore, illustratore e scultore polacco (n. 1859)
- 24 luglio - Saint-George Ashe, canottiere britannico (n. 1871)
- 25 luglio - Paul André Maistre, generale francese (n. 1858)
- 28 luglio - Jules Guesde, politico e giornalista francese (n. 1845)
- 30 luglio - Biagio Camagna, avvocato, politico e pubblicista italiano (n. 1858)
- 30 luglio - Karl Wilhelm Dove, geografo, meteorologo e esploratore tedesco (n. 1863)

## Agosto(45)
- 2 agosto - Alexander Graham Bell, ingegnere, inventore e scienziato britannico (n. 1847)
- 2 agosto - Mina Kruseman, scrittrice, attrice e commediografa olandese (n. 1839)
- 3 agosto - Emma Bell Clifton, sceneggiatrice e attrice statunitense (n. 1874)
- 3 agosto - Charles Bunyan, calciatore e allenatore di calcio inglese (n. 1869)
- 4 agosto - Nikolaj Apollonovič Beleljubskij, ingegnere e scienziato russo (n. 1845)
- 4 agosto - Ismail Enver, generale e politico ottomano (n. 1881)
- 4 agosto - David Frishman, poeta, giornalista e critico letterario russo (n. 1865)
- 4 agosto - Nikolaj Nebogatov, ammiraglio russo (n. 1849)
- 5 agosto - Tommy McCarthy, giocatore di baseball statunitense (n. 1863)
- 7 agosto - Richard Förster, filologo classico, archeologo e storico dell'arte tedesco (n. 1843)
- 7 agosto - John W. Kellette, sceneggiatore e musicista statunitense (n. 1873)
- 9 agosto - Rudolf Kjellén, geografo svedese (n. 1864)
- 11 agosto - Umberto Valenti, mafioso italiano (n. 1891)
- 12 agosto - Arthur Griffith, patriota e politico irlandese (n. 1872)
- 12 agosto - Luigi Alessandro Michelangeli, filologo classico, traduttore e grecista italiano (n. 1845)
- 12 agosto - Annibale Montalti, medico italiano (n. 1857)
- 12 agosto - Filippo Sargiacomo, architetto italiano (n. 1830)
- 13 agosto - Alfred de Pischof, ingegnere e aviatore austriaco (n. 1882)
- 13 agosto - Tom Turpin, compositore e musicista statunitense (n. 1871)
- 14 agosto - Rebecca Cole, medico statunitense (n. 1846)
- 14 agosto - Alfred Harmsworth, giornalista e editore inglese (n. 1865)
- 15 agosto - Pierre Boutroux, matematico e storico della scienza francese (n. 1880)
- 15 agosto - Vito Donato Epifani, patriota, giurista e scrittore italiano (n. 1848)
- 17 agosto - Lucien Itsweire, ciclista su strada francese (n. 1880)
- 18 agosto - William Henry Hudson, scrittore, naturalista e ornitologo inglese (n. 1841)
- 18 agosto - Ernest Lavisse, storico francese (n. 1842)
- 18 agosto - Ernst Gottlob Orthmann, ginecologo tedesco (n. 1859)
- 18 agosto - Otto Stoll, antropologo, linguista e etnologo svizzero (n. 1849)
- 19 agosto - Felipe Pedrell, compositore spagnolo (n. 1841)
- 20 agosto - Luigi Capitanio, medico e politico italiano (n. 1863)
- 21 agosto - Angelo Annaratone, politico e patriota italiano (n. 1844)
- 21 agosto - Jørgen Løvland, politico norvegese (n. 1848)
- 22 agosto - Michael Collins, patriota, politico e militare irlandese (n. 1890)
- 22 agosto - Liberato Marcial Rojas, politico, giornalista e poeta paraguaiano (n. 1870)
- 22 agosto - Sofia Scalchi, contralto italiana (n. 1850)
- 22 agosto - Hamdan bin Zayed Al Nahyan, sovrano emiratino (n. 1881)
- 23 agosto - Corrado Parona, zoologo e medico italiano (n. 1848)
- 27 agosto - Crisostomo di Smirne (n. 1867)
- 27 agosto - David Sharp, medico e entomologo inglese (n. 1840)
- 28 agosto - Ercole Marelli, imprenditore e mecenate italiano (n. 1867)
- 28 agosto - Gastone d'Orléans, nobile francese (n. 1842)
- 29 agosto - Vic Gonsalves, calciatore olandese (n. 1887)
- 29 agosto - Georges Sorel, filosofo, sociologo e ingegnere francese (n. 1847)
- 29 agosto - Sophie Bryant, matematica, educatrice e attivista irlandese (n. 1850)
- 30 agosto - William Edward de Winton, zoologo britannico (n. 1856)

## Settembre(38)
- 1º settembre - Edmund Blair Leighton, pittore britannico (n. 1853)
- 1º settembre - Samu Pecz, architetto ungherese (n. 1854)
- 1º settembre - Elena di Waldeck e Pyrmont, nobile tedesca (n. 1861)
- 2 settembre - Henry Lawson, scrittore e poeta australiano (n. 1867)
- 3 settembre - René Tartara, nuotatore e pallanuotista francese (n. 1881)
- 4 settembre - Pratap Singh, indiano (n. 1845)
- 5 settembre - Sarah Pardee Winchester, statunitense (n. 1839)
- 5 settembre - Marcel Sembat, giornalista e politico francese (n. 1862)
- 7 settembre - Jack Addenbrooke, allenatore di calcio e calciatore inglese (n. 1865)
- 7 settembre - William Stewart Halsted, chirurgo statunitense (n. 1852)
- 7 settembre - Madho Singh II, principe indiano (n. 1862)
- 7 settembre - Iōannīs Svorōnos, numismatico e archeologo greco (n. 1863)
- 8 settembre - Léon Bonnat, pittore francese (n. 1833)
- 8 settembre - Henri Meunier, pittore, incisore e illustratore belga (n. 1873)
- 11 settembre - Robert Henry Codrington, antropologo e missionario britannico (n. 1830)
- 11 settembre - Cosmo Guastella, filosofo italiano (n. 1854)
- 12 settembre - Stefano Bardini, collezionista d'arte italiano (n. 1836)
- 12 settembre - Évariste Carpentier, pittore belga (n. 1845)
- 13 settembre - Enrique María Repullés, architetto spagnolo (n. 1845)
- 16 settembre - Gabriel Séailles, filosofo francese (n. 1852)
- 17 settembre - Enrique Aberg, architetto e pittore svedese (n. 1841)
- 18 settembre - Auguste Cavadini, tiratore a segno francese (n. 1865)
- 18 settembre - Yukie Chiri, traduttrice giapponese (n. 1903)
- 18 settembre - Karel Kotouč, calciatore boemo (n. 1881)
- 20 settembre - Giuseppe Sartorio, scultore italiano
- 22 settembre - Gerardo Marchioro, architetto italiano (n. 1850)
- 22 settembre - Charles Santley, baritono inglese (n. 1834)
- 22 settembre - George Robert Sims, giornalista, poeta e commediografo inglese (n. 1847)
- 23 settembre - W. Chrystie Miller, attore statunitense (n. 1843)
- 25 settembre - Carlo Caneva, generale italiano (n. 1845)
- 25 settembre - Johannes Kuenen, fisico olandese (n. 1866)
- 26 settembre - Lev Aleksandrovič Čugaev, chimico russo (n. 1873)
- 26 settembre - Charles Spencer, VI conte Spencer, politico inglese (n. 1857)
- 26 settembre - Ernst von Hoeppner, generale tedesco (n. 1860)
- 27 settembre - István Apáthy, medico ungherese (n. 1863)
- 28 settembre - Manuel Mondragón, generale messicano (n. 1859)
- 29 settembre - Maria Crocifissa Cosulich, religiosa italiana (n. 1852)
- 30 settembre - Antonio Favaro, matematico e storico della scienza italiano (n. 1847)

## Ottobre(26)
- 1º ottobre - Ludvig Müller, attore teatrale e regista teatrale norvegese (n. 1868)
- 1º ottobre - Giovanni Sforza, nobile, letterato e storico italiano (n. 1846)
- 3 ottobre - Fabio Besta, economista italiano (n. 1845)
- 3 ottobre - Alessandro Guiccioli, diplomatico e politico italiano (n. 1843)
- 4 ottobre - Maria Raffaela Coppola, religiosa italiana (n. 1883)
- 7 ottobre - Marie Lloyd, cantante e attrice teatrale inglese (n. 1870)
- 9 ottobre - Jorge Montt, ammiraglio e politico cileno (n. 1847)
- 10 ottobre - Arnold Ehret, pseudoscienziato tedesco (n. 1866)
- 11 ottobre - Augusto Leopoldo di Sassonia-Coburgo-Koháry, nobile brasiliano (n. 1867)
- 15 ottobre - James Hastings, biblista britannico (n. 1852)
- 16 ottobre - Miguel Costa y Llobera, poeta e presbitero spagnolo (n. 1854)
- 16 ottobre - Ferdinando Lucchesi-Palli, dirigente sportivo e diplomatico italiano (n. 1860)
- 17 ottobre - Adelmo Sichel, politico italiano (n. 1857)
- 18 ottobre - Suze Robertson, pittrice olandese (n. 1855)
- 20 ottobre - Maria Bertilla Boscardin, religiosa italiana (n. 1888)
- 20 ottobre - Stephan Burián, politico e diplomatico austriaco (n. 1852)
- 22 ottobre - Francesco Filomusi Guelfi, giurista e politico italiano (n. 1842)
- 25 ottobre - Oscar Hertwig, zoologo e biologo tedesco (n. 1849)
- 29 ottobre - Felice Barnabei, archeologo e politico italiano (n. 1842)
- 29 ottobre - Antonio Barzaghi Cattaneo, pittore svizzero (n. 1834)
- 29 ottobre - Charles Eldridge, attore statunitense (n. 1854)
- 30 ottobre - Pavel Vladimirovič Argeev, ufficiale russo (n. 1887)
- 30 ottobre - Alduino Emidi, fantino italiano (n. 1876)
- 30 ottobre - Géza Gárdonyi, scrittore ungherese (n. 1863)
- 31 ottobre - Adalbert Bezzenberger, filologo tedesco (n. 1851)
- 31 ottobre - Clément Pansaers, scrittore belga (n. 1885)

## Novembre(52)
- 1º novembre - Alva Adams, politico statunitense (n. 1850)
- 1º novembre - Alfred Capus, giornalista e scrittore francese (n. 1858)
- 1º novembre - Afonso Henriques de Lima Barreto, scrittore brasiliano (n. 1881)
- 1º novembre - Francisco Murguía, generale e politico messicano (n. 1873)
- 1º novembre - Thomas Nelson Page, scrittore, avvocato e diplomatico statunitense (n. 1853)
- 5 novembre - Edmond Bouty, fisico francese (n. 1846)
- 6 novembre - William Baines, compositore britannico (n. 1899)
- 6 novembre - Morgan Bulkeley, politico e dirigente sportivo statunitense (n. 1837)
- 6 novembre - Vittorio Murari Dalla Corte Brà, generale italiano (n. 1859)
- 8 novembre - Cesare Dondini jr., attore italiano (n. 1861)
- 8 novembre - Giacomo Malvano, diplomatico e politico italiano (n. 1841)
- 8 novembre - Walter McCreery, giocatore di polo statunitense (n. 1871)
- 9 novembre - Francesco Balsamo, botanico italiano (n. 1850)
- 9 novembre - Alberto Puschi, archeologo e numismatico italiano (n. 1853)
- 13 novembre - Théophile Dufour, avvocato e storico svizzero (n. 1844)
- 13 novembre - Clément Georges Lemoine, chimico francese (n. 1841)
- 13 novembre - Gösta Runö, pentatleta svedese (n. 1896)
- 14 novembre - Egidio De Maulo, pittore italiano (n. 1840)
- 14 novembre - Godfrey DeCourcelles Chevalier, militare e aviatore statunitense (n. 1889)
- 14 novembre - Stanislao Falchi, compositore italiano (n. 1851)
- 14 novembre - Carl Michael Ziehrer, compositore e direttore d'orchestra austriaco (n. 1843)
- 15 novembre - Dīmītrios Gounarīs, politico greco (n. 1866)
- 15 novembre - Georgios Hatzianestis, generale greco (n. 1863)
- 15 novembre - Petros Prōtopapadakīs, politico greco (n. 1860)
- 15 novembre - Gregorio Rigo, farmacista, botanico e patriota italiano (n. 1841)
- 15 novembre - Nikolaos Stratos, politico greco (n. 1872)
- 16 novembre - Max Abraham, fisico e matematico tedesco (n. 1875)
- 17 novembre - Robert Comtesse, politico svizzero (n. 1847)
- 17 novembre - Luke Edward Wright, politico statunitense (n. 1846)
- 18 novembre - Marcel Proust, scrittore, saggista e critico letterario francese (n. 1871)
- 19 novembre - Luigi Canzi, politico, imprenditore e patriota italiano (n. 1839)
- 19 novembre - Domenico Milanesio, presbitero e missionario italiano (n. 1843)
- 19 novembre - Charles Thias, tiratore di fune statunitense (n. 1879)
- 20 novembre - George Bronson Howard, commediografo, regista e giornalista statunitense (n. 1884)
- 20 novembre - Ermanno Mosterts, imprenditore e dirigente d'azienda tedesco (n. 1840)
- 20 novembre - Peter Ratican, calciatore statunitense (n. 1887)
- 20 novembre - Maria Fortunata Viti, religiosa italiana (n. 1827)
- 21 novembre - Iwan Bloch, dermatologo e psichiatra tedesco (n. 1872)
- 21 novembre - Ricardo Flores Magón, anarchico, rivoluzionario e giornalista messicano (n. 1874)
- 21 novembre - Felice Santini, medico, militare e politico italiano (n. 1850)
- 22 novembre - Temistocle Calzecchi Onesti, fisico e inventore italiano (n. 1853)
- 22 novembre - Louise De Hem, pittrice belga (n. 1866)
- 23 novembre - Sidney Sonnino, politico italiano (n. 1847)
- 24 novembre - Charles Jacobus, giocatore di roque statunitense (n. 1840)
- 26 novembre - Henry John Elwes, botanico, naturalista e entomologo inglese (n. 1846)
- 27 novembre - Caroline Hampton, infermiera statunitense (n. 1861)
- 27 novembre - Arturo Issel, scienziato, geologo e paleontologo italiano (n. 1842)
- 27 novembre - Alice Meynell, poetessa inglese (n. 1847)
- 28 novembre - Friedrich von Kenner, archeologo e numismatico austriaco (n. 1834)
- 29 novembre - Renzo Novatore, anarchico, poeta e filosofo italiano (n. 1890)
- 30 novembre - Isaac Bayley Balfour, botanico scozzese (n. 1853)
- 30 novembre - René Cresté, attore, regista e produttore cinematografico francese (n. 1881)

## Dicembre(41)
- 2 dicembre - Cosimo De Giorgi, medico italiano (n. 1842)
- 2 dicembre - Giuseppe Schininà di Sant'Elia, politico italiano (n. 1850)
- 5 dicembre - Carlo Paolo Agazzi, pittore italiano (n. 1870)
- 7 dicembre - Filippo Masci, filosofo e politico italiano (n. 1844)
- 8 dicembre - José María Martín de Herrera y de la Iglesia, cardinale e arcivescovo cattolico spagnolo (n. 1835)
- 9 dicembre - Ivan Jakovlevič Žilin, rivoluzionario e politico russo (n. 1871)
- 10 dicembre - Federigo Grossi, politico italiano (n. 1838)
- 10 dicembre - Clement Lindley Wragge, meteorologo britannico (n. 1852)
- 10 dicembre - David McMackon, tiratore a volo canadese (n. 1858)
- 12 dicembre - Joseph-Auguste Duc, arcivescovo cattolico e alpinista italiano (n. 1835)
- 12 dicembre - John Wanamaker, politico statunitense (n. 1838)
- 13 dicembre - Arthur Wesley Dow, pittore, incisore e fotografo statunitense (n. 1857)
- 13 dicembre - John William Godward, pittore inglese (n. 1861)
- 14 dicembre - Gaetano Chierchia, ammiraglio italiano (n. 1850)
- 16 dicembre - James Ole Davidson, politico norvegese (n. 1854)
- 16 dicembre - Eugenio Ficalbi, zoologo e entomologo italiano (n. 1858)
- 16 dicembre - Gabriel Narutowicz, ingegnere e politico polacco (n. 1865)
- 17 dicembre - Adolphus FitzGeorge, ammiraglio inglese (n. 1846)
- 17 dicembre - Giorgio Franchetti, collezionista d'arte italiano (n. 1865)
- 18 dicembre - Betzij Rezora Akersloot-Berg, pittrice e disegnatrice norvegese (n. 1850)
- 18 dicembre - Carlo Berruti, sindacalista italiano (n. 1881)
- 18 dicembre - Letterio D'Arrigo Ramondini, arcivescovo cattolico italiano (n. 1849)
- 18 dicembre - Pietro Ferrero, sindacalista e anarchico italiano (n. 1892)
- 18 dicembre - Nelly Roussel, attivista francese (n. 1878)
- 19 dicembre - Clementina Black, scrittrice inglese (n. 1853)
- 19 dicembre - Friedrich Delitzsch, orientalista e assiriologo tedesco (n. 1850)
- 20 dicembre - Jitendra Narayan Bhup Bahadur, principe indiano (n. 1886)
- 21 dicembre - Eliezer Ben Yehuda, giornalista e filologo russo (n. 1858)
- 21 dicembre - Emil Doepler, illustratore, grafico e araldista tedesco (n. 1855)
- 21 dicembre - Vincenzo Tangorra, economista e politico italiano (n. 1866)
- 22 dicembre - Abdullah Muhammad Shah II di Perak, sovrano malese (n. 1842)
- 22 dicembre - Giacomo Orefice, compositore e pianista italiano (n. 1865)
- 23 dicembre - Karl Heinrich Barth, pianista e insegnante tedesco (n. 1847)
- 23 dicembre - Rikitaro Fujisawa, matematico giapponese (n. 1861)
- 24 dicembre - Emil Frey, militare, politico e ambasciatore svizzero (n. 1838)
- 24 dicembre - Giovanni Martini, patriota e militare italiano (n. 1852)
- 25 dicembre - Valter Juva, scrittore finlandese (n. 1865)
- 25 dicembre - Manfréd Weiss, imprenditore ungherese (n. 1857)
- 27 dicembre - Alphonse Humbert, politico e giornalista francese (n. 1844)
- 27 dicembre - Émile Moreau, commediografo e sceneggiatore francese (n. 1852)
- 31 dicembre - George Hernandez, attore statunitense (n. 1863)

## Senza giorno specificato(52)
- Augusto Alberici, pittore e antiquario italiano (n. 1846)
- Heinrich Albrecht, batteriologo austriaco (n. 1866)
- José de Amézola, giocatore di palla basca spagnolo (n. 1874)
- Giorgio Ansaldi, designer e disegnatore italiano (n. 1844)
- Sotero Aranguren, calciatore argentino (n. 1894)
- Giuseppe Baccini, storico italiano (n. 1851)
- Salvatore Balsamo, pittore italiano (n. 1894)
- Paul Barth, filosofo tedesco (n. 1858)
- Gerardo Bianchi, pittore italiano (n. 1845)
- Virginia Boccabadati, soprano italiano (n. 1828)
- Gaston Bonnier, botanico francese (n. 1853)
- Amalia Borisi, attrice teatrale italiana (n. 1844)
- Pasquale Colpi, politico italiano (n. 1841)
- Thomas William Rhys Davids, orientalista inglese (n. 1843)
- Angelo De Santi, gesuita e musicologo italiano (n. 1847)
- Martin Dibobe, attivista camerunese (n. 1876)
- Anna de Brémont, scrittrice e poetessa statunitense (n. 1864)
- Fan Zhiyong, insegnante cinese (n. 1840)
- Giacinto Ferrero, generale italiano (n. 1862)
- Giuseppe Finzi, letterato italiano (n. 1852)
- Luigi Amilcare Fracchia, agronomo italiano (n. 1872)
- Giuseppe Gambini, avvocato e politico italiano (n. 1848)
- Luigi Gerli, canottiere italiano (n. 1876)
- Hannes Hafstein, politico e poeta islandese (n. 1861)
- Léon Heuzey, archeologo francese (n. 1831)
- Hüseyin Hilmi Pascià, politico ottomano (n. 1855)
- Charles Inslee, attore statunitense (n. 1870)
- Maxwell Karger, produttore cinematografico e regista statunitense (n. 1879)
- Liu Baozhen, insegnante cinese (n. 1861)
- Liu Fengchun, insegnante cinese (n. 1853)
- Giovanni Marchese, agronomo e divulgatore scientifico italiano (n. 1853)
- Arthur Meyer, botanico, biologo e farmacologo tedesco (n. 1850)
- Sante Mingazzi, artigiano italiano (n. 1867)
- Anna Missuna, geologa, mineralogista e paleontologa russa (n. 1868)
- Josef Václav Myslbek, scultore ceco (n. 1848)
- Heinrich Obersteiner, neurologo austriaco (n. 1847)
- Antonio Parma, imprenditore italiano (n. 1854)
- Alfredo Piazzi, pedagogista italiano (n. 1865)
- Louis-Antoine Ranvier, medico francese (n. 1835)
- Venturino Sabatini, geologo italiano (n. 1856)
- Saigō Shirō, judoka giapponese (n. 1866)
- Domenico Santoro, filologo e storico italiano (n. 1868)
- Giuseppe Sartori, pittore italiano (n. 1863)
- Jessie Stevens, attrice statunitense (n. 1869)
- Étienne Terrus, pittore francese (n. 1857)
- Adolfo Tettoni, generale italiano (n. 1853)
- Tsundue Pema Lhamo, regina bhutanese (n. 1886)
- Charles Comyns Tucker, alpinista e esploratore inglese (n. 1843)
- Eugène Vallin, architetto e ebanista francese (n. 1856)
- Duiliu Zamfirescu, scrittore e politico rumeno (n. 1858)
- Rashid II bin Ahmad Al Mu'alla, emiro (n. 1876)
- Enrique de Aguilera y Gamboa, politico spagnolo (n. 1845)